# 米凱萊·詹姆斯
米凱萊·詹姆斯（英語：Michele James，1995年10月27日—），美國女性色情演員及成人模特兒。

## 簡歷
米凱萊·詹姆斯自小在俄亥俄州成長，一家信奉天主教，因而就讀天主教學校。她的胸部在小學五年級開始迅速變大，至高中一、二年級左右罩杯尺寸已達「DDD（F）」；唸初中期間曾受女性同窗嫉妒，發育速度亦令校內巨乳控生畏；之後便往凱霍加社區學院（Cuyahoga Community College / Tri-C）考獲消防與緊急醫療服務訓練証書，再去另一貿易學校修讀職業培訓課程。
米凱萊·詹姆斯本來打算在加油站從事文員工作，但基於喜歡嘗試任何感興趣的東西，對色情方面又相當好奇，故2017年9月決定涉足美國成人電影行業，跟藝能公司「East Coast Talent」簽約，出道成為色情演員及成人模特兒；現時定居賓夕法尼亞州第二大城市匹茲堡。

## 外部連結
- 米凱萊·詹姆斯的X（前Twitter）（英文）
- 米凱萊·詹姆斯的Instagram帳戶（英文）
- Michele James在互联网电影资料库（IMDb）上的資料（英文）